# Синицька сільська рада (Богуславський район)
| Синицька сільська рада — колишній орган місцевого самоврядування у Богуславському районі Київської області з адміністративним центром у с. Синиця. Водоймища на території, підпорядкованій даній раді: р. Рось. Сільській раді підпорядковані населені пункти: - с. Синиця |

## Склад ради
Рада складається з 12 депутатів та голови.

### Керівний склад ради
| ПІБ                        | Основні відомості                                                                       | Дата обрання | Дата звільнення |
| -------------------------- | --------------------------------------------------------------------------------------- | ------------ | --------------- |
| Федорова Тетяна Миколаївна | Сільський голова, 1973 року народження, освіта, позапартійна                            | 26.03.2006   | 31.10.2010      |
| Федорова тетяна Миколаївна | Сільський голова, 1973 року народження, освіта середня спеціальна, член Партії регіонів | 31.10.2010   |                 |

Примітка: таблиця складена за даними джерела